# Imran Sarwar
Imran Sarwar (...) è un autore di videogiochi pakistano.

## Biografia
Ha studiato dal 1996 al 1999 alla University of Manchester e dal 1999 al 2000 alla Università di Abertay. Tra il 2001 e il 2002 è stato game designer di Battlestar Galactica e Pinky and the Brain: The Masterplan. Dal maggio 2002 ha lavorato ininterrottamente per Rockstar Games.. È stato co-sviluppatore di tutti i videogiochi della saga di Grand Theft Auto pubblicati dal 2003 in poi. È particolarmente noto per essere stato direttore del design di Red Dead Redemption II, Red Dead Redemption Online e Grand Theft Auto Online, game designer di Grand Theft Auto V e Grand Theft Auto: Vice City e level designer di Grand Theft Auto: San Andreas.